# Agustín Luengo Capilla

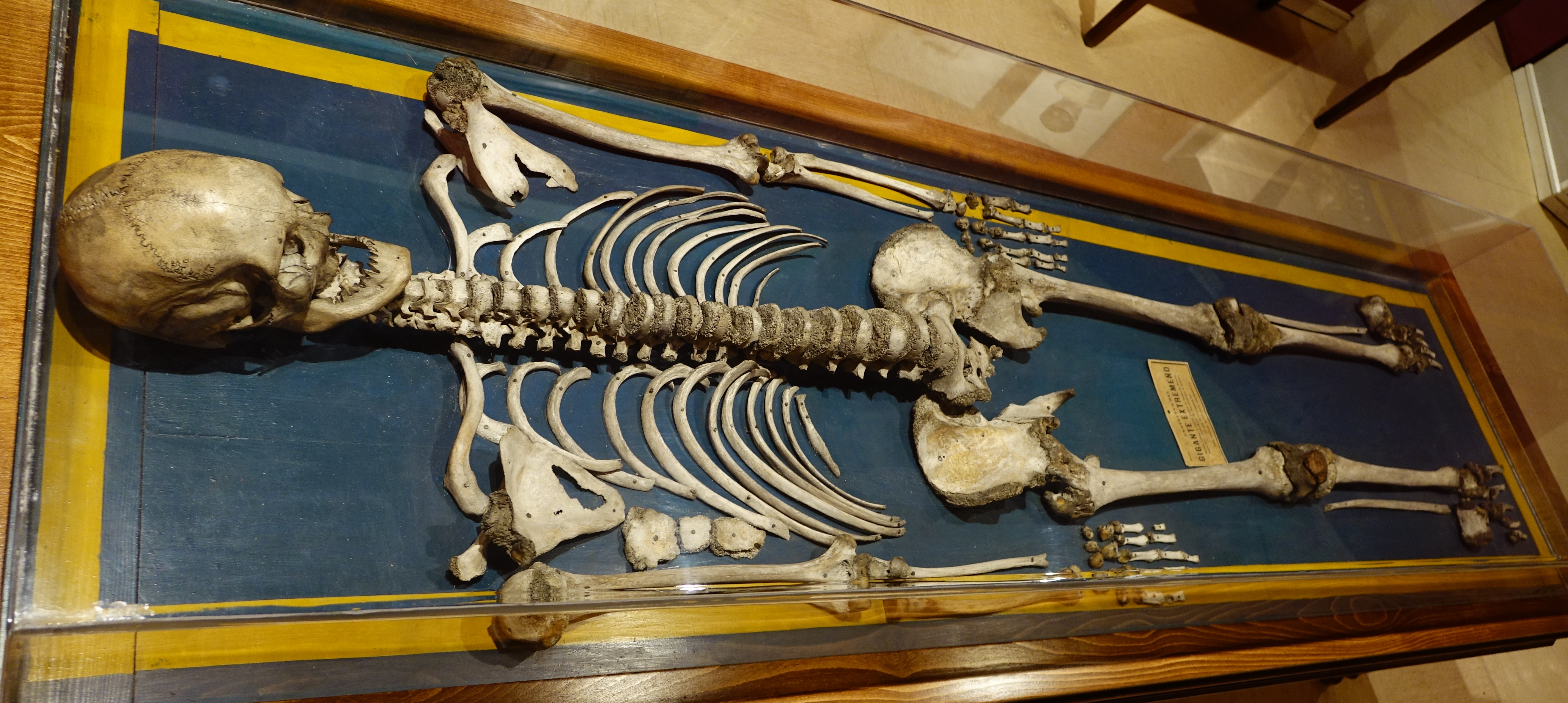
Esquelet d'Agustín Luengo al el Museu Nacional d'Antropologia.

Agustín Luengo Capella, també conegut com a El Gegant Extremeny o El Gegant de la Pobla, (Pobla d'Alcocer, Badajoz, 15 d'agost de 1849 - Madrid, 31 de desembre de 1875) fou un home molt corpulent i alt, com a conseqüència d'una malaltia anomenada acromegàlia, que va arribar a una alçada de 2,35 metres, convertint-se en el segon espanyol més alt de la història.

## Biografia
En néixer al carrer Colom de la Puebla de Alcocer, en el si d'una família molt humil, a casa dels seus pares de reduïdes dimensions, aquests es van veure obligats a fer forats a les parets de la casa on subjectar els taulons del seu llit.
De la seva infància se sap que va ser un nen molt malaltís, i que a l'edat de 12 anys es va posar a treballar en un circ com atracció, exhibint les seves grans mans de 40 cm de llarg, capaçes d'ocultar un pa d'1 kg. Allà el va conèixer Alfons XII, qui li va regalar un parell de botes, de les que actualment se'n mostra una al museu etnogràfic de Pobla d'Alcocer, equivalent a el número 52. Per aquella època s'estava muntant el Museu Antropològic de Madrid, dirigit en aquell moment per Pedro González de Velasco qui es va assabentar de l'existència del gegant i va contactar amb ell. Aquest li va fer una curiosa proposta: li va oferir comprar el seu cadàver per 2,50 ptes diàries mentre que visqués. A canvi d'això, una vegada mort, el seu cadàver quedaria exposat al museu antropològic de Madrid. Agustí va acceptar la proposta que li havia fet i va començar en aquest moment a gaudir de la vida amb la seguretat de tenir per viure, encara que això no li va durar gaire perquè aviat se li va diagnosticar tuberculosi òssia en estat avançat, i va morir el 31 de desembre de 1875 a l'edat de 26 anys.

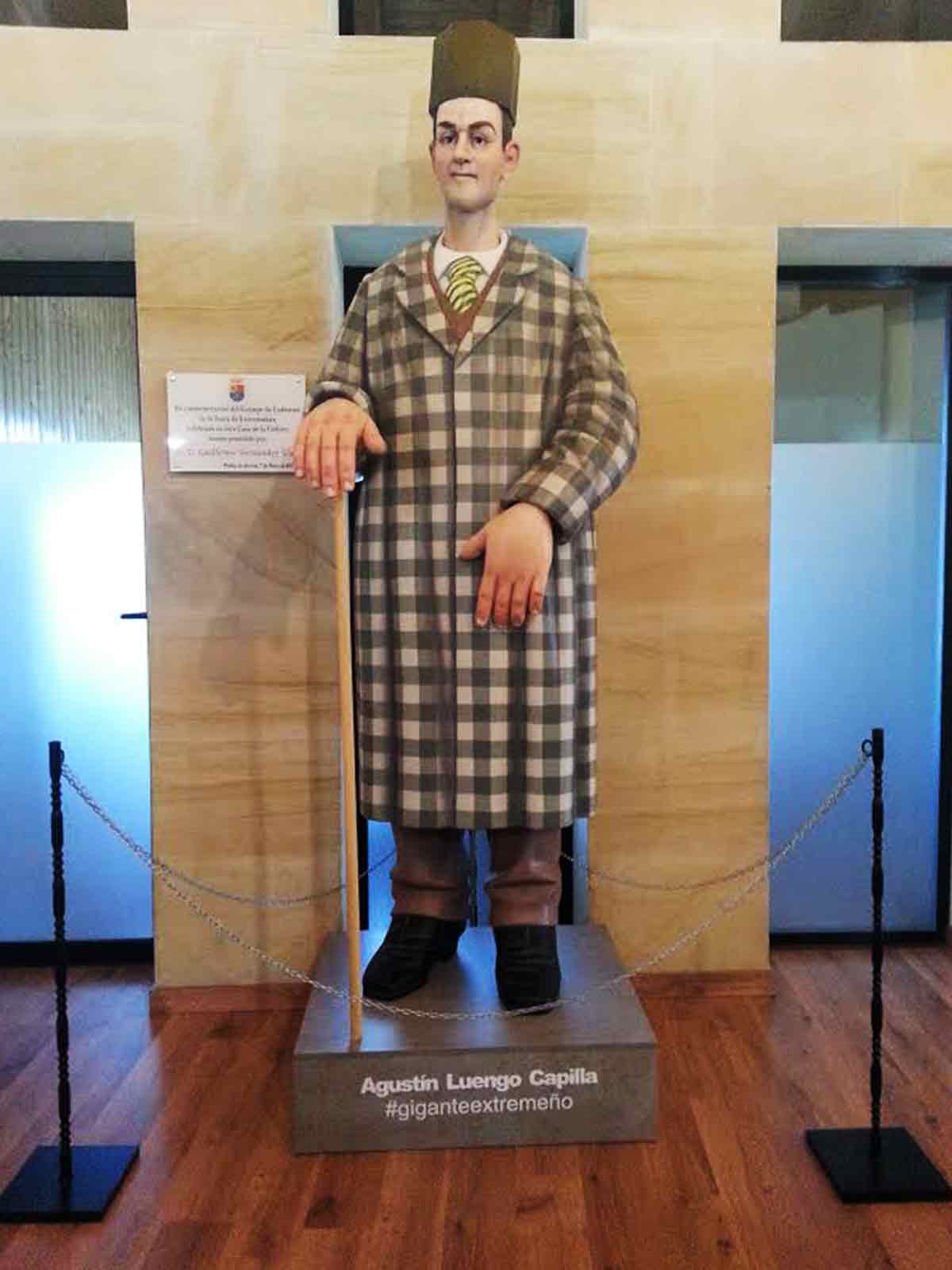
Falla representant al Gegant Extremeny.

A l'actualitat, se segueix conservant el seu esquelet al Museu Nacional d'Antropologia de Madrid.
A la seva localitat natal s'hi va habilitar l'abril de 2015 un museu temàtic del "Gegant Extremeny", i des de desembre de 2014 es pot visitar una escultura fallera a mida natural del gegant a les dependències de l'museu així com conèixer la llegenda d'aquest gegant de boca dels seus descendents amb el vídeo de la seva història.